# Rosa helenae
Espèce
Rosa helenae est une espèce de plantes à fleurs de la famille des Rosaceae. C'est un rosier grimpant, classé dans la section des Synstylae, originaire de Chine (Gansu, Guizhou, Hubei, Shaanxi, Sichuan et Yunnan) ainsi que de Thaïlande et du Viêt Nam.
On le rencontre dans les lisières de forêts, les zones de broussailles, sur les rives des cours d'eau et sur les pentes entre 1000 et 3 000 mètres d'altitude.
Il en existe trois formes :
- Rosa helenae f. helenae, aux folioles simplement denticulées, abaxialement non glandulaire,
- Rosa helenae f. duplicata T. C. Ku, aux folioles doublement denticulées, abaxialement non glandulaire,
- Rosa helenae f. glandulifera T. C. Ku, aux folioles simplement denticulées, abaxialement glandulaire.

Synonyme : Rosa floribunda Baker.
Ce rosier, littéralement le rosier d'Hélène, a été dédié à son épouse prénommée Helen, par son découvreur, le botaniste anglais Ernest Henry Wilson, qui découvrit la plante lors de son premier voyage en Chine en 1900.

## Description
C'est un arbrisseau sarmenteux dont les tiges, robustes, faiblement épineuses, peuvent atteindre 9 mètres de long, poussant dans les haies ou formant des fourrés.
Les feuilles imparipennées ont généralement sept à neuf folioles ovales lancéolées, chaque foliole, lancéolée-acuminée, ayant 3 à 5 cm de long sur 1 à 3 de large.
Les fleurs, petites (de 2,5 à 3 cm de diamètre), simples, ont cinq pétales blancs. Elles sont regroupées en corymbes terminaux en forme d'ombelles. Les styles sont soudés en colonne. La floraison intervient en fin de printemps -début d'été (de mai à juillet).
Les fruits ovoïdes, rouge brillant à maturité, ont de 0,8 à 1 cm de diamètre.

## Utilisation
Cette espèce est parfois cultivée comme « rosier botanique », pour escalader des arbres.
Hybride : 'Lykkefund' (Olsen 1930) très vigoureux (7 à 8 mètres), à tiges lisses et très gros bouquets de fleurs simples jaune crème.